# Needham Research Institute
A Needham Research Institute (rövidítve: NRI) Cambridge-ben működő tudományos kutatóintézet, amely elsődlegesen a keletázsiai tudomány-, technika- és orvostörténeti kutatások európai központja.

## Leírás
Needham Research Institute az angliai Cambridge-i Egyetem Robinson College részében működik, egy kifejezetten az Intézet részére, kínai stílust idéző kivitelben épített épületegyüttesben. Az Intézet névadója Joseph Needham (1900–1995) brit tudós, aki a biokémikusból vált a kínai tudomány- és technikatörténet nemzetközi szaktekintélyévé. Needham 1954-ben indította útjára a monumentális Science and Civilisation in China című sorozatát, amelynek újabb kötetinek összeállítása és megjelentetése szintén az Intézmény keretei között zajlik.
A kutató intézet elsődleges feladata, a kínai, a japán és a koreai tudomány-, technika- és orvostörténeti kutatások koordinálása. Hatalmas szakkönyvtárral rendelkezik. Rendszeresen szerveznek szemináriumokat, előadásokat, hírleveleik az Intézet honlapján elektronikus formában is elérhetők.
Az intézet igazgatója 2014-től: Mei Jianjun (梅建军), a korai kínai fémöntés-kutatás nemzetközi szaktekintélye.